# Auenstein
Auenstein (toponimo tedesco) è un comune svizzero di 1 574 abitanti del Canton Argovia, nel distretto di Brugg.

## Monumenti e luoghi d'interesse

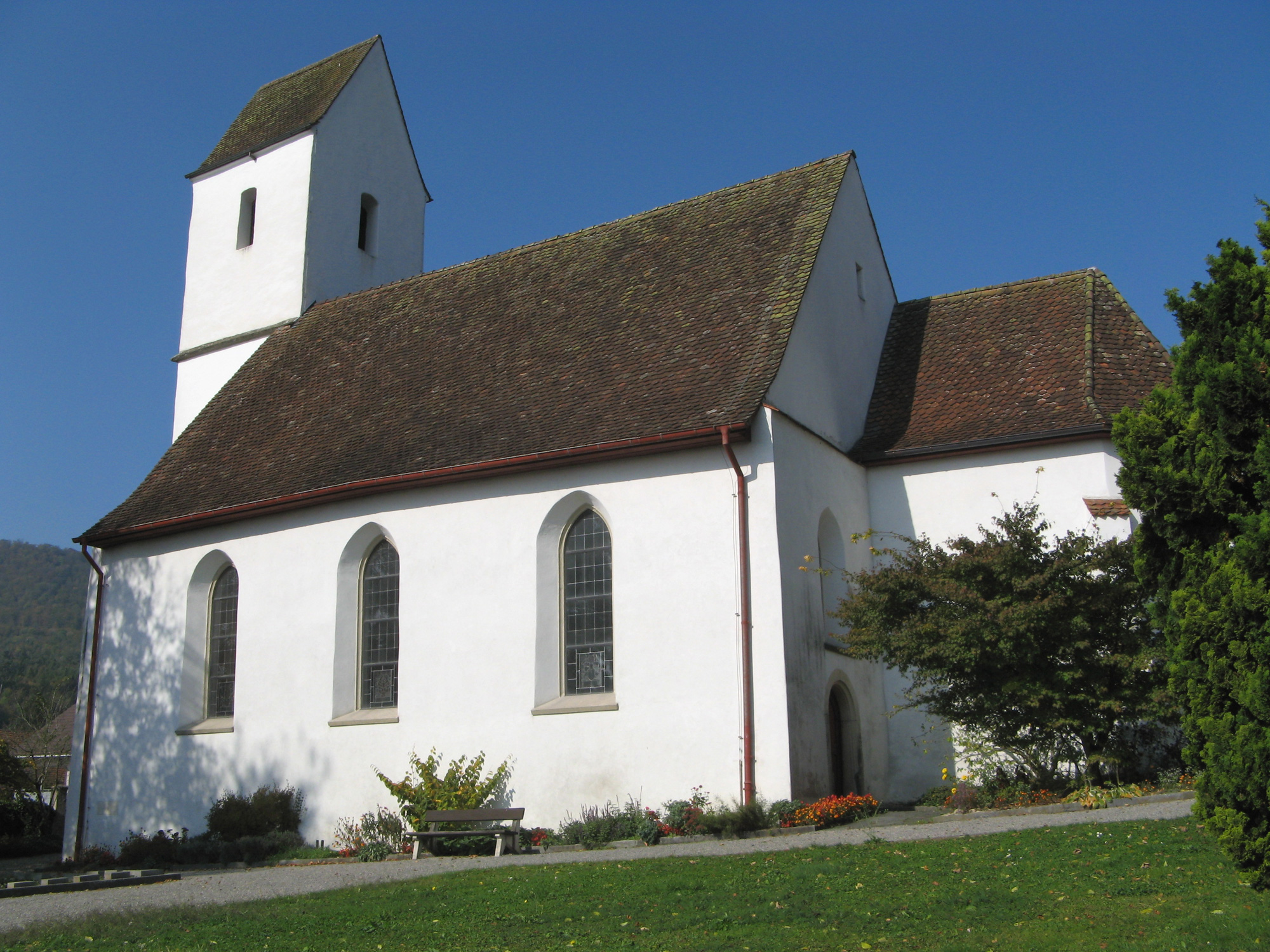
La chiesa riformata

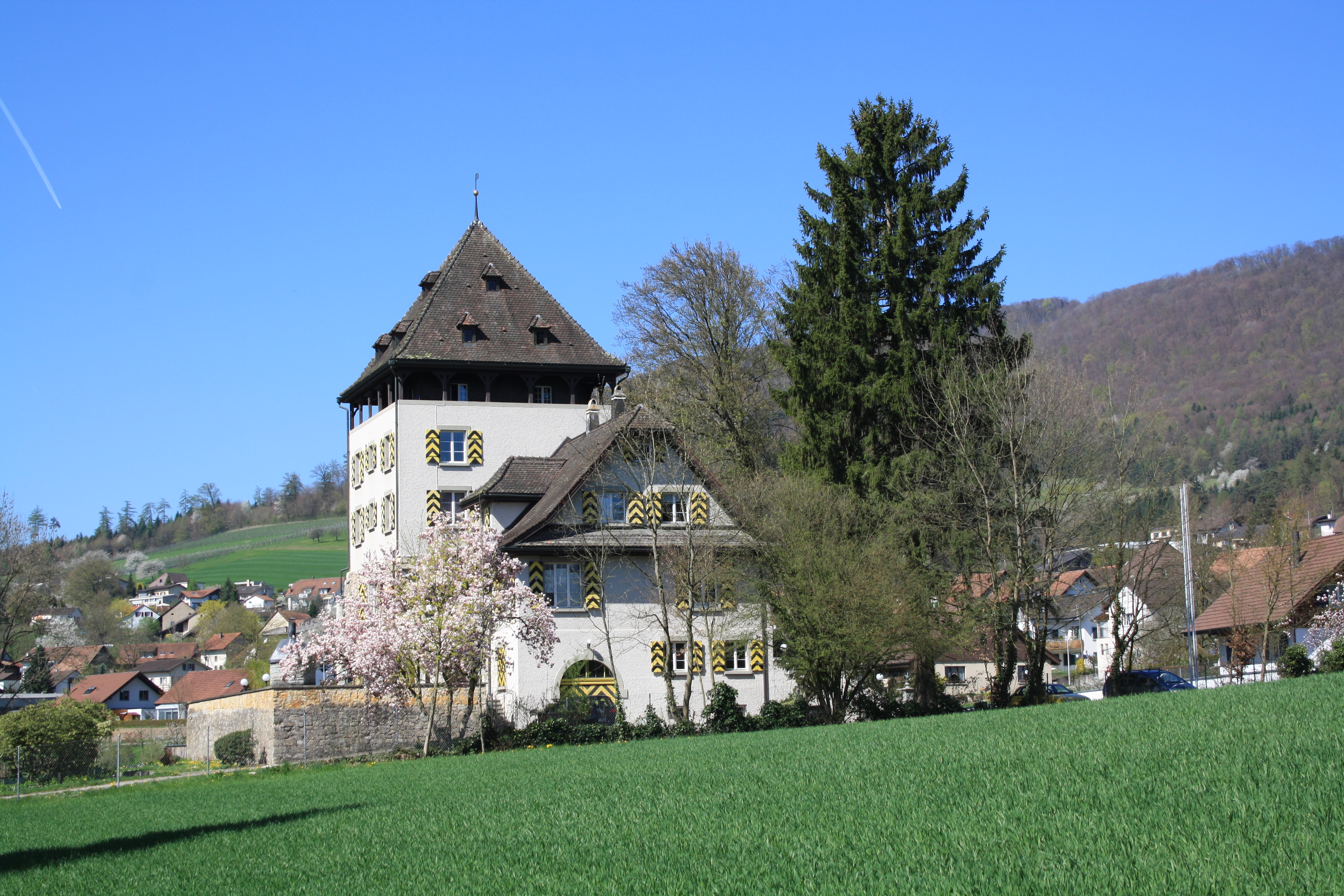
Il castello di Auenstein

- Chiesa riformata (già di Santa Maria), eretta nell'XI secolo[1];
- Castello di Auenstein, eretto nel 1200 e ricostruito nel 1927[1].

## Società

### Evoluzione demografica
L'evoluzione demografica è riportata nella seguente tabella:
Abitanti censiti

## Amministrazione
Ogni famiglia originaria del luogo fa parte del cosiddetto comune patriziale e ha la responsabilità della manutenzione di ogni bene ricadente all'interno dei confini del comune.